# Mastixis goniophora
Mastixis goniophora là một loài bướm đêm trong họ Noctuidae.